# Redneck
Redneck er historisk set et nedsættende amerikansk slangudtryk brugt om fattige, hvide, sydstatsfarmere i USA. Udtrykket minder i betydning om "cracker" (især i relation til Georgia and Florida), "hillbilly" (især i relation til Appalacherne) og "white trash". Den mest almindelig amerikanske brug af ordet, dvs. i betydningen fattige hvide på landet i det sydlige USA, kommer sandsynligvis af, at folk kunne have en rød nakke som følge af arbejde ude i solen. 
Et citat fra 1893 definerer rednecks som "poorer inhabitants of the rural districts...men who work in the field, as a matter of course, generally have their skin burned red by the sun, and especially is this true of the back of their necks".